# Hipparchia (papillon)
Pour les articles homonymes, voir Hipparchia (homonymie).
Genre
Hipparchia est un genre de lépidoptères (papillons) de la famille des Nymphalidae et de la sous-famille des Satyrinae.

## Dénomination
Le nom Hipparchia leur a été donné par Johan Christian Fabricius en 1807.
Synonymes : Eumenis Hübner, [1819]; Nytha Billberg, 1820; Melania Sodoffsky, 1837; Pseudotergumia Agenjo, 1947; Neohipparchia de Lesse, 1951; Parahipparchia Kudrna, 1977; Euhipparchia Kudrna, 1977

## Liste des espèces
- Hipparchia algerica ou Hipparchia aristaeus algerica — Agreste d'Algérie
- Hipparchia aristaeus (Bonelli, 1826) — Agreste flamboyant. En Afrique du Nord, Asie Mineure et dans le sud de l'Europe.
  - Hipparchia aristaeus algerica au Maroc, en Algérie et en Tunisie.
  - Hipparchia aristaeus aristaeus en Corse, Sardaigne
  - Hipparchia aristaeus blancheri en Sicile.
  - Hipparchia aristaeus sentes Fuhrfoster,1908 ; en Albanie, Macédoine, Bulgarie, Grèce et Turquie.
- Hipparchia autonoe (Esper, 1784).
  - Hipparchia autonoe maxima Bang-Haas ;
  - Hipparchia autonoe orchomenus (Fruhstorfer, 1911)
  - Hipparchia autonoe sibirica (Staudinger, 1861)
  - Hipparchia autonoe wutaiensis Murayama ;
- Hipparchia azorina (Strecker, 1899) — Ocellé des Açores.
- Hipparchia caldeirensis (Oehmig (1981)
- Hipparchia bacchus Higgins, 1967
- Hipparchia christenseni Kudrna, 1977. Présent en Grèce.
- Hipparchia cretica (Rebel, 1916) — Agreste crétois.
- Hipparchia cypriensis (Holik, 1949). Présent à Chypre.
- Hipparchia delattini Kudrna, 1975 — Agreste serbe. Présent en Macédoine et dans le nord-ouest de la Grèce.
- Hipparchia ellena (Oberthür, 1894) — Sylvandre berbère. Présent en Afrique du Nord.
  - Hipparchia ellena caroli(Rothschild, 1933) au Maroc.
- Hipparchia fagi (Scopoli, 1763) — Sylvandre. Présent dans le centre de l'Europe et le sud de la Russie.
  - Hipparchia fagi tetrica Fruhstorfer, 1907 ;
- Hipparchia fatua (Feryer, 1844) — Grand faune. Présent en Asie Mineure.
  - Hipparchia fatua klapperichi (Gross & Ebert, 1975)
  - Hipparchia fatua persiscana (Verity, 1937) en Arménie.
- Hipparchia fidia (Linnaeus, 1767) — Chevron blanc. Présent en Afrique du Nord et dans le sud-ouest de l'Europe.
  - Hipparchia fidia fidia
- Hipparchia genava Fruhstorfer, 1907 — le Sylvandre helvète.
- Hipparchia gomera Higgins, 1967
- Hipparchia hansii (Austaut, 1879) — Fausse-coronide. Présent en Afrique du Nord (dont la Libye)
- Hipparchia hermione (Linnaeus, 1764) — Le Petit Sylvandre. Présent dans le centre et le sud de l'Europe, en Afrique du Nord et Asie Mineure.
- Hipparchia leighebi Kudrna, 1976 ou Hipparchia semele leighebi Kudrna, 1976; en Sicile.
- Hipparchia madeirensis (Bethune-Baker, 1891) l'Agreste de Madère à Madère.
- Hipparchia mersina (Staudinger, 1871) Agreste de Staudinger, en Grèce.
- Hipparchia miguelensis Le Cerf, 1935 ;
- Hipparchia neomiris (Godart, 1824) — Mercure tyrrhénien. Présent en Corse et en Sardaigne.
- Hipparchia parisatis (Kollar, 1849). En Asie
  - Hipparchia parisatis laeta (Christoph, 1877)
  - Hipparchia parisatis macrophthalma Eversmann, 1851 en Arménie.
  - Hipparchia parisatis xizangensis (Chou, 1994) au Tibet.
- Hipparchia pellucida (Stauder, 1924) ou Agreste de Stauder suivant d'autres sources   Hipparchia semele pellucida. En Asie Mineure et dans le sud-est de l'Europe.
- Hipparchia pisidice Klug, 1832. Présent en Syrie et au Liban.
- Hipparchia powelli (Oberthür, 1910) – Faune punique. Présent en Algérie.
- Hipparchia sbordonii Kudrna, 1984 ; Hipparchia semele sbordonii Kudrna, 1984 ; îles italiennes Pontines.
- Hipparchia semele (Linnaeus, 1758) — Agreste. En Europe et dans le sud de la Russie.
  - Hipparchia semele semele répandue en Europe mais en régression
  - Hipparchia semele atlantica dans le nord-ouest de l'Écosse.
  - Hipparchia semele cadmus Fruhstorfer, 1908 ; dans les régions montagneuses d'Europe
  - Hipparchia semele clarensis, en Irlande.
  - Hipparchia semele hibernica, en Irlande.
  - Hipparchia semele leighebi Kudrna, 1976 ; ou Hipparchia leighebi en Sicile.
  - Hipparchia semele pellucida (Stauder, 1924);
  - Hipparchia semele sbordonii Kudrna, 1984 ; îles italiennes Pontines[2].
  - Hipparchia semele scota sur les côtes d'Écosse.
  - Hipparchia semele thyone[3]
- Hipparchia senthes (Fruhstorfer, 1908) ou Hipparchia aristaeus sentes en Albanie, Macédoine, Bulgarie, Grèce et Turquie.
- Hipparchia statilinus (Hufnagel, 1766) — Faune. En Afrique du Nord, Asie Mineure et dans le sud et le centre de l'Europe.
  - Hipparchia statilinus statilinus
  - Hipparchia statilinus sylvicola (Austaut, 1880) en Afrique du Nord.
- Hipparchia stulta (Staudinger, 1882). Présent au Turkménistan, Ouzbékistan, Tadjikistan et Afghanistan
- Hipparchia syriaca (Staudinger, 1871) — Sylvandre dalmate. Dans le sud-est de l'Europe et en Turquie.
- Hipparchia tewfiki (Wiltshire, 1949)
- Hipparchia tilosi (Manil, 1984)
- Hipparchia volgensis (Mazochin-Porshnjakov, 1952) Agreste de Kudrna. En Asie Mineure et dans le sud-est de l'Europe.
- Hipparchia wyssii Christoph, 1889 – Faune canarien.